# Toyota Grand Highlander
La Toyota Grand Highlander è un'autovettura mid-size prodotta dalla casa automobilistica giapponese Toyota dal 2023.
La vettura, un crossover SUV di grandi dimensioni con sedili disposti su tre file, è stata presentata ufficialmente al pubblico l'8 febbraio 2023 al salone di Chicago.
Nel mercato nordamericano, la Grand Highlander si posiziona tra il più piccolo Toyota Highlander e la più grande Toyota Sequoia.
La vettura è spinta da un motore 4 cilindri turbocompresso T24A-FTS da 2,4 litri. È disponibile anche una versione ibrida, commercializzata come Hybrid Max.